# Vladimír Zábrodský
Vladimír Zábrodský (* 7. März 1923 in Prag; † 20. März 2020 in Schweden) war ein tschechoslowakischer Eishockeyspieler und -trainer, der mit 306 Liga- und 158 Länderspieltoren zu den erfolgreichsten Stürmern des tschechoslowakischen Eishockeys zählt. Zudem nahm er als Tennisspieler dreimal am Davis Cup teil.

## Karriere
Vladimír Zábrodský, Sohn von Oldřich Zábrodský und der Russin Olga Nikitina, begann im Alter von fünf Jahren mit dem Schlittschuhlaufen. Mit sieben Jahren hatte er das erste Mal einen Eishockeyschläger in der Hand und mit neun Jahren begann er mit dem Training beim LTC Prag. Ab 1939 spielte er für die Herrenmannschaft des Clubs und gewann mit dieser viermal die Tschechoslowakische Meisterschaft (1946 bis 1949), dreimal den Spengler Cup und wurde dreimal Torschützenkönig der tschechoslowakischen Liga. Seit seiner Kindheit spielte Zábrodský als Center mit dem linken Flügel Stanislav Konopásek zusammen, mit dem er auch im Nationalteam in einer Reihe spielte. Die rechte Angriffsseite wurde durch Jaroslav Juhan, Josef Kus, František Pergl oder Ladislav Troják, sowie später Václav Roziňák komplettiert.
1948 reiste der LTC Prag nach Russland und absolvierte dort einige Spiele – damit gehört Zábrodský zu den ersten ausländischen Eishockeyspielern, die in der UdSSR ein Eishockeyspiel absolvierten und damit der Entwicklung des sowjetischen Eishockeys halfen.
Neben seiner Karriere als Eishockeyspieler spielte er auch Tennis und nahm dreimal, 1948, 1955 sowie 1956 am Davis Cup teil.
Zwischen 1950 und 1960 spielte Zábrodský für Spartak ČKD Sokolovo in der 1. Liga der Tschechoslowakei und wurde mit Sparta zweimal Meister der Tschechoslowakei, 1953 und 1954. Zudem erreichte er dreimal die Torjägerkrone der Liga, 1954 mit 30, 1957 mit 33 und 1959 mit 23 Toren. 1960 wird Zábrodský aufgrund eines Wettskandals suspendiert und musste für drei Jahre in ein Arbeitslager in Ostrava, wo er im Bergwerk arbeitete. 1963 kehrte er nach Prag zurück und spielte zwei weitere Saisons für den Bohemians ČKD Prag, bevor er seine Karriere beendete. In der tschechoslowakischen Liga absolvierte Zábrodský insgesamt 230 Partien in 18 Spielzeiten, in denen er 306 Tore erzielte.
Seine besondere Stärke war seine excellente einhändige Puckführung, die seinem Team einige Siege bescherte. Zudem war er ein dominierender Spieler, der ein Spiel allein entscheiden und Mitspieler motivieren konnte. Im Gegensatz dazu hatte er oft Auseinandersetzungen mit Trainern, beispielsweise mit Mike Buckna, dem Trainer des Nationalteams in den 1940er Jahren.
1965 machte er mit seiner Familie Urlaub in Jugoslawien. Während der Reise flüchtete er über die Schweiz nach Schweden, wo er seither lebte. Dort betreute er Leksands IF, Rögle BK und Djurgårdens IF als Cheftrainer. Zuletzt lebte Zábrodský in Stockholm.
1997 wurde er in die IIHF Hall of Fame aufgenommen. Mehr als zehn Jahre später, 2008, wurde er in die Tschechische Hockey Hall of Fame aufgenommen. 2003 trat er in einer Dokumentation des tschechischen Fernsehens, Česká televize, unter dem Tirel Hokej v srdci - Srdce v hokeji auf. 2004 wählten ihn die Fans des HC Sparta Prag anlässlich des 100. Geburtstages des Vereins in die Jahrhundertauswahl. 2008 erhielt er vom Präsidenten der tschechischen Republik, Václav Klaus, den Goldenen Ehrenorden des Präsidenten.

### International
Vladimír Zábrodský war in den 1940er und 1950er Jahren Stammspieler und zeitweise Kapitän der tschechoslowakischen Nationalmannschaft. Er nahm an sechs Weltmeisterschaften und zwei Olympischen Spielen teil, wobei er vier Medaillen gewann: 1947 und 1949 wurde er Weltmeister, zudem gewann er die Bronzemedaille bei der Weltmeisterschaft 1955. Bei den Olympischen Winterspielen in St. Moritz 1948 wurde er der Topscorer des Turniers und führte seine Mannschaft zu sechs Siegen und einer Niederlage, was dieser die Silbermedaille einbrachte. Insgesamt erzielte Zábrodský 158 Tore in 93 Länderspielen, davon 29 Tore alleine bei der Weltmeisterschaft 1947 und 21 Tore bei den Olympischen Winterspielen 1948.
1949 war er zudem Spielertrainer des Nationalteams.
Vor der Weltmeisterschaft 1950 wurde fast die komplette Nationalmannschaft inhaftiert und unter der Anklage von Spionage und Landesverrat zu Strafen zwischen acht Monaten und 15 Jahren verurteilt. Vladimír Zábrodský wurde weder verhaftet noch inhaftiert, so dass vermutet wird, dass er über seine Mannschaftskollegen aussagte.

## Erfolge und Auszeichnungen
- 1946 bis 1949 Gewinn der Tschechoslowakischen Meisterschaft mit LTC Prag
- 1946 bis 1948 Gewinn des Spengler Cup mit LTC Prag
- 1947, 1949, 1954, 1957 und 1959 Bester Torschütze der 1. Liga
- 1953 und 1954 Gewinn der Tschechoslowakischen Meisterschaft mit Spartak ČKD Sokolovo
- 1997 Aufnahme in die IIHF Hall of Fame
- 2008 Aufnahme in die Tschechische Eishockey-Ruhmeshalle

### International
- 1947 Goldmedaille bei der Weltmeisterschaft in Prag
- 1948 Silbermedaille bei den Olympischen Winterspielen in St. Moritz
- 1948 Bester Stürmer der Olympischen Winterspiele[7]
- 1949 Goldmedaille bei der Weltmeisterschaft in Stockholm
- 1955 Bronzemedaille bei der Weltmeisterschaft in Dortmund